# 甲脒
甲脒是一种有机化合物，化学式为CH4N2，它是最简单的脒，一般以其盐的形式制得。
在一些缩合反应中，甲脒的盐类（如盐酸盐等）需要加碱将其转化为甲脒（游离碱）来参与反应。